# Der Krieg im Dunkel
Der Krieg im Dunkel (Originaltitel: The Mysterious Lady) ist ein US-amerikanischer Stummfilm mit Greta Garbo unter der Regie von Fred Niblo aus dem Jahr 1928.

## Handlung
Vor dem Ersten Weltkrieg hat Tanja, die für den russischen Geheimdienst arbeitet, eine Affaire mit dem Österreicher Karl von Raden, um geheime Pläne in ihren Besitz zu bringen, die er bei sich trägt. Sie verliebt sich in Karl, stiehlt aber trotzdem die Dokumente. Karl wird daraufhin vor ein Militärgericht gestellt, doch sein Onkel hilft ihm, aus dem Gefängnis zu entkommen. Karl flieht nach Russland, wo er hofft, Tanja wiederzutreffen. Beide erkennen, wie tief ihre gegenseitige Liebe ist und Tanja beschließt, mit Karl zu fliehen. Dazu muss sie den russischen Spionagechef Alexandroff austricksen: sie versucht Dokumente zu stehlen, die Alexandroff von einem österreichischen Verräter bekommen hat. Doch in dem Moment, wo Tanja aus dem Appartement von Alexandroff entkommen will, entdeckt er sie. Er bedroht sie mit einer Waffe, beide kämpfen und in Notwehr erschießt Tanja ihren Feind. Am Ende der verwickelten Handlung entkommt sie mit Karl über die Grenze und für die beiden beginnt ein neues, glückliches Leben.

## Hintergrund
Der Film entstand nach dem Roman Krieg im Dunkeln von Ludwig Wolff. Das Spionagedrama wurde am 4. August 1928 uraufgeführt. Die Idee, Garbo als Spionin einzusetzen, bot dem Studio reichlich Gelegenheit, die Schauspielerin in freizügigen Kleidern und erotischen Situationen zu präsentieren. Anscheinend war es genau das, was das Publikum wollte, denn trotz eines wenig einfallsreichen Drehbuchs wurde der Film sehr erfolgreich an der Kinokasse. Einer der unfreiwilligen Höhepunkte der Geschichte kommt, wenn Tanja, nachdem sie den General erschossen hatte, auf seinen Schoß steigt, um das Personal zu täuschen. Der Zuschauer sieht die Garbo im zärtlichen Tête-à-tête mit einer Leiche.

## Kinoauswertung
Die Produktionskosten lagen mit 337.000 US-Dollar im Durchschnitt für einen Garbofilm. Die Einspielergebnisse lagen in den USA bei 543.000 US-Dollar, zu denen weitere 551.000 US-Dollar von den Auslandsmärkten kamen. Ein kumuliertes Ergebnis von 1.084.000 US-Dollar zeigte, wie groß mittlerweile die Popularität von Greta Garbo außerhalb der USA war. Der Profit betrug 369.000 US-Dollar.

## Kritiken
Die Kritiker waren wohlwollend, bemängelten jedoch das wenig überzeugende Drehbuch.
Motion Picture Magazine räumte gleich mit zwei Vorurteilen gegenüber der physischen Erscheinung der Hauptdarstellerin auf:

„Greta Garbos neuester Film ist geeignet, diese zwei respektlosen Bemerkungen von Jim Tully zu widerlegen: das Greta anämisch und flachbrüstig sei. Sie läuft mit ungewohnter Lässigkeit und Kraft umher und trägt Kleider die man eher an Barbara La Marr gewohnt ist. Greta ist eine wunderschöne Spionin und zu attraktiv, um diesen Film zu verpassen.“

Das Konkurrenzblatt Screenland tat sich schwer, die passenden Worte zu finden, um die Einzigartigkeit des schwedischen Stars zu beschreiben. Der Kritiker versuchte es dennoch:

„Sie haben eine weite Reise vor sich, wahrscheinlich bis Schweden, ehe sie ein vergleichbares Mädchen wie Greta Garbo finden. Und das wage ich zu beszweifeln. Greta ist das, was man mit dem Ausdruck ‚junge Frau‘ bezeichnet. Sie ist ganz Frau und jede Frau zugleich – sie spiegelt das Beste aus allen anderen.“